# Chaenusa californica
Chaenusa californica är en stekelart som beskrevs av Riegel 1982. Chaenusa californica ingår i släktet Chaenusa och familjen bracksteklar. Inga underarter finns listade i Catalogue of Life.